# 西灰山遗址
西灰山遗址，位于中国甘肃省张掖市民乐县，为一个文物保护单位，类型为古遗址。
西灰山遗址曾为甘肃省文物保护单位，其历史年代为青铜时代。2019年10月7日入选第八批全国重点文物保护单位。